# Бернштейн, Тереза
Тереза Фербер Бернштейн-Мейеровиц (англ. Theresa Ferber Bernstein-Meyerowitz; 1 марта 1890 года — 13 февраля 2002 года) — польско-американская художница, писательница и супердолгожительница.

## Биография и карьера
Тереза Фербер Бернштейн родилась в Кракове в еврейской семье 1 марта 1890 года и была единственным ребёнком. Её родителями были Исидор и Анна (урождённая Фербер) Бернштейн, которые эмигрировали в Соединенные Штаты, когда Терезе было 2 года. Согласно оригинальному свидетельству, выданному Советом народного образования Первого школьного округа Пенсильвании, Бернштейн окончила начальную школу Уильяма Д. Келли в июне 1907 года в возрасте 17 лет.
Она училась у Харриет Сартейн, Эллиотта Дейнджерфилда, Генри Б. Снелла, Дэниела Гарбера и других в Филадельфийской школе дизайна для женщин (ныне Колледж искусств и дизайна Мура). Бернштейн была частью Филадельфийской десятки, влиятельной группы женщин-художников .
Она окончила университет в 1911 году с наградой за общие достижения (в 1992 году колледж присвоил ей звание почетного доктора). После зачисления в Лигу студентов-художников в Нью-Йорке, где она брала уроки жизни и портретной живописи у Уильяма Мерритта Чейза, Тереза во второй раз поехала в Европу со своей матерью (её первая поездка за границу была совершена в 1905 году). Она также восхищалась стилем Роберта Генри в изображении повседневной городской драмы.
В 1912 году Тереза поселилась на Манхэттене. В 1913 году она посетила Арсенальную выставку, первую большую выставку современного искусства в Америке. Её студия рядом с Брайант-парком и Таймс-сквер позволила ей нарисовать поперечное сечение жителей Нью-Йорка. Тереза также рисовала гавани, пляжи, рыбу и натюрморты. Она и её муж Уильям Мейеровиц жили в течение многих десятилетий в квартире-студии в стиле лофт с контролируемой арендной платой в 54 доме западной 74-й улице в Верхнем Вест-Сайде Манхэттена, всего в одном квартале от Сентрал-Парк-Уэст. В этой студии Тереза прожила до конца своей жизни. После того, как Бернштейн и Мейеровиц поженились, в 1930 году Художественный музей Балтимора провел индивидуальную выставку для обоих художников, чтобы отметить их работы и дать им возможность построить свою индивидуальную карьеру.
Тереза Бернштейн была членом Национальной ассоциации женщин-художников, Общества американских художников-графиков и Художественной ассоциации Северного берега. Её работы широко выставлялись в Национальной академии дизайна и Обществе независимых художников (которое она основала вместе с Джоном Слоуном). Работа Терезы включает в себя фреску под названием «Первый оркестр Америки» в почтовом отделении в Мангейме, штат Пенсильвания, выполненную по заказу Отдела живописи и скульптуры и завершенную в 1938 году. В мире искусства своего времени, где доминировали мужчины, Бернштейн часто подписывала свои работы, используя только свою фамилию.
В 2000 году Бернштейн провела персональную выставку 110 произведений искусства в честь своего 110-летия в Jo-An Fine Art в Нью-Йорке.

### Коллекции
Автопортрет Терезы Бернштейн находится в коллекции Еврейского музея Нью-Йорка Две её картины («Читатели 1914 года» и «Польская церковь: Пасхальное утро 1916 года»), были подарены Национальной галерее искусств в 2018 году. Работы Терезы также включены в Смитсоновский музей американского искусства.

## Муж и семья
Муж Терезы, Уильям Мейеровиц, также был художником. После смерти единственного ребёнка в младенчестве пара осталась бездетной. До смерти Уильяма в 1981 году Тереза продвигала его работы, создавая свои собственные. Бернштейн и Мейеровиц были довольно близки с двумя своими племянницами, которые обе были музыкантами, Лорой Ниро и Барбарой Мейеровиц (она же Барбара ДеАнджелис). Музыкальное образование Ниро и ДеАнджелис поддержали Бернштейн и Мейеровиц. Барбара окончила Джульярдскую школу музыки в 1940-х годах и пользовалась успехом как автор песен, композитор и преподаватель фортепиано и голоса в Нью-Йорке и Нью-Джерси. ДеАнджелис жила и преподавала фортепиано и вокал в Атланте, штат Джорджия, с марта 2010 года до своей смерти от инсульта в 2011 году. После смерти мужа Бернштейн установила прочные отношения с младшим сыном ДеАнджелис, Китом Карлсоном, который подробно описал масштабы их отношений на хорошо задокументированном веб-сайте, созданном Городским университетом Нью-Йорка.

## Смерть и достигнутый возраст
В течение многих лет год рождения Бернштейн был предметом споров, источники варьировались от 1886 до 1895 года. Позже было установлено, что на самом деле она родилась в 1890 году.
Тереза Бернштейн скончалась в больнице Маунт-Синай на Манхэттене, Нью-Йорк, США, 13 февраля 2002 года, за две недели до своего 112-го дня рождения и через несколько лет после перенесённого инсульта.